# 1092 (numero)
Millenovantadue (1092) è il numero naturale dopo il 1091 e prima del 1093.

## Proprietà matematiche
- È un numero pari.
- È un numero composto da 24 divisori: 1, 2, 3, 4, 6, 7, 12, 13, 14, 21, 26, 28, 39, 42, 52, 78, 84, 91, 156, 182, 273, 364, 546, 1092. Poiché la somma dei suoi divisori (escluso il numero stesso) è 2044 > 1092, è un numero abbondante.
- È un numero semiperfetto in quanto pari alla somma di alcuni (o tutti) i suoi divisori.
- È un numero ondulante nel sistema numerico a base 4 (101010).
- È un numero palindromo e un numero a cifra ripetuta nel sistema numerico esadecimale.
- È un numero felice.
- È un numero di Harshad nel sistema numerico decimale, cioè è divisibile per la somma delle sue cifre (444).
- È un numero pratico.
- È un numero odioso.
- È parte delle terne pitagoriche (81, 1092, 1095), (169, 1092, 1105), (235, 1092, 1117), (420, 1008, 1092), (455, 1092, 1183), (544, 1092, 1220), (720, 1092, 1308), (819, 1092, 1365), (931, 1092, 1435) , (1040, 1092, 1508), (1092, 1325, 1717), (1092, 1456, 1820), (1092, 1595, 1933), (1092, 1755, 2067), (1092, 1881, 2175), (1092, 2240, 2492), (1092, 2431, 2665), (1092, 2944, 3140), (1092, 3185, 3367), (1092, 3465, 3633), (1092, 3744, 3900), (1092, 4669, 4795), (1092, 5681, 5785), (1092, 6035, 6133), (1092, 7056, 7140), (1092, 7605, 7683), (1092, 8245, 8317), (1092, 10619, 10675), (1092, 11440, 11492), (1092, 14175, 14217), (1092, 16544, 16580), (1092, 21280, 21308), (1092, 22919, 22945), (1092, 24831, 24855), (1092, 33115, 33133), (1092, 42581, 42595), (1092, 49680, 49692), (1092, 74525, 74533), (1092, 99369, 99375), (1092, 149056, 149060), (1092, 298115, 298117).

## Astronomia
- 1092 Lilium è un asteroide della fascia principale del sistema solare.
- NGC 1092 è una galassia nella costellazione dell'Eridano.
- IC 1092 è una galassia nella costellazione di Boote.

## Astronautica
- Cosmos 1092 è un satellite artificiale russo.